# The Wizard of Oz: Beyond the Yellow Brick Road
The Wizard of Oz: Beyond the Yellow Brick Road (リゾード?, RIZ-ZOAWD) è un videogioco di ruolo del 2008 sviluppato da Media.Vision per Nintendo DS. È basato sul romanzo Il meraviglioso mago di Oz di L. Frank Baum.